# Haddy N'jie
Haddy Jatou N'jie (født 25. juni 1979 i Oslo) er en norsk sanger, singer-songwriter og journalist. Hendes far er gambiansk, og hendes mor er norsk. Hun voksede op i Kolbotn nær Oslo, og er den ældste af fem søskende.
N'jie har arbejdet som journalist for Dagsrevyen og skribent for Dagbladet. Hun var vært ved Eurovision Song Contest 2010 i Oslo, sammen med Erik Solbakken og Nadia Hasnaoui.